# Personaggi di Dissidia Final Fantasy
Questa pagina raccoglie i personaggi dei videogiochi della serie Dissidia della Square Enix, che comprende Dissidia Final Fantasy, Dissidia 012 Final Fantasy e Dissidia Final Fantasy NT.

## Divinità
Le divinità in guerra fra loro che evocano nell'universo di Dissidia tutti gli altri personaggi. Cosmos e Chaos sono in eterno conflitto per via della perfetta parità del loro potere, e convocando i rispettivi guerrieri sperano di rompere l'incolmabile equilibrio e rovesciare le sorti della battaglia.

### Cosmos
La dea dell'armonia e della luce, che ha convocato guerrieri dalle diverse dimensioni affinché sconfiggessero Chaos, suo avversario dall'origine del mondo. Ella era un tempo una donna del popolo dei Lufeniani, razza millenaria dai poteri incredibili, in perenne ricerca di un modo per preservare la sua gente dall'oscurità dell'universo. Ascesa a divinità dell'armonia in circostanze misteriose, le sue reali motivazioni, inizialmente celate, verranno rivelate quando deciderà di sacrificarsi per donare ai guerrieri della luce la forza di sconfiggere Chaos (tramite i Cristalli, che altro non sono se non frammenti della dea stessa). Ella non si risparmia nel dare consigli ai suoi guerrieri durante la loro ricerca dei Cristalli, e, persino nei suoi ultimi istanti, li incoraggia a non cedere. Decide di lasciare che Chaos la distrugga, poiché comprende che l'unico modo di porre fine per sempre all'eterno ciclo di guerra tra lei ed il dio è far sì che entrambi cessino di esistere. Morendo per mano di Chaos, lascia dietro di sé frammenti della sua energia racchiusi nei Cristalli, con la speranza che i guerrieri della luce possano sfruttarli per sconfiggere Chaos una volta per tutte. Non appare mai in un conflitto, ed è l'unico personaggio totalmente originale nell'intero gioco.

### Chaos
Già apparso nell'originale Final Fantasy, è il dio della discordia, potentissimo avversario di Cosmos e boss finale del gioco, che ha convocato i maggiori antagonisti dai vari universi per contrastare l'esercito dei difensori della dea. Egli era un tempo Garland, cavaliere del regno di Cornelia, che dopo essere rimasto intrappolato nel vortice del tempo per millenni, in un ciclo eterno di morte e rinascita, è asceso a divinità del caos e del disordine. Egli, come del resto la sua avversaria, non ricorda nulla della sua vita mortale, ed è quindi facile preda dell'inganno dello stesso Garland, una versione differente di sé stesso, proveniente dal passato, che gli rivela la più sconcertante delle verità: lui e Cosmos si stanno scontrando per l'ennesima volta, poiché già innumerevoli volte si sono battuti e uno dei due ha avuto la meglio, ma nessuno lo ricorda, per via dell'infinito ciclo voluto dal Dio Drago ShinRyu, che controlla il flusso temporale. Chaos viene quindi convinto che l'unico modo per porre fine al ciclo eterno è sconfiggere e distruggere definitivamente ogni traccia del potere regolatore di Cosmos, con lo scopo di creare il più puro dei caos. Manipolato da Garland, Chaos uccide dunque Cosmos, ma viene poi a sapere delle reali conseguenze del suo gesto. In preda alla disperazione, decide di togliersi la vita, trascinando l'intero universo nell'abisso insieme a lui. I guerrieri riescono a fermare il suo piano suicida, distruggendolo e usando i cristalli per stabilire un nuovo equilibrio sull'universo. Dotato di una forza enorme, è l'unico personaggio combattente non giocabile. Quando affrontato, va sconfitto per tre volte di fila nello stesso scontro, per poter essere battuto del tutto.

### Shinryu
Dio Drago che controlla il flusso temporale dell'universo, apparso come boss o superboss in molti titoli tra cui Final Fantasy V. Costringe ogni essere a rinascere senza alcun ricordo della sua precedente vita, solo per riviverla nuovamente, compiendo scelte che possono essere identiche o totalmente differenti da quelle fatte nella vita precedente. Viene corrotto da Garland, che è intrappolato nel flusso del tempo costretto a rinascere in epoche e dimensioni sempre diverse, pur mantenendo i suoi ricordi, affinché gli conceda di incontrare se stesso in una differente dimensione. Shinryu permette così che Garland incontri Chaos, mettendo in atto il suo piano manipolatore, ingannando sia il dio della discordia che il Drago del flusso temporale. pur venendo solamente citato nella storia principale, Shinryu appare come invocazione esclusiva di Chaos durante lo scontro finale con il dio (non può essere quindi ottenuto come evocazione utilizzabile), e ha come abilità quella di replicare altre invocazioni (Ifrit, Behemoth, Koyokoyo, Gigante di ferro, Omega, Ultima, Lich e Tiamath) a seconda del momento. Inoltre, viene mostrato come antagonista principale nella storia opzionale Caos interiore, durante la quale il giocatore affronta innumerevoli avversari di livello altissimo (fino al livello 110), evocati da Shinryu da altre dimensioni con lo scopo di dare inizio ad una nuova guerra tra divinità. Ha l'aspetto di un lungo serpente cristallino dal dorso costellato di punte di diamante, con grandi ali e solo gli arti anteriori. Il suo aspetto è ispirato dal simbolo dell'Uroboros, ricorrente nell'alchimia e nell'escatologia, che rappresenta un serpente alato che si morde la coda, e simboleggia la natura ciclica del mondo, destinato a morire e rinascere in un ciclo infinito. Pur non essendo malvagio, la sua natura appare fredda e meschina, del tutto incurante degli esseri che giudica inferiori.

## Guerrieri di Cosmos

### Guerriero della Luce
Guerriero leggendario destinato a proteggere il suo mondo dalle tenebre. Ha un forte senso del dovere e nutre un'incrollabile fede verso Cosmos. Dotato del potere della luce, combatte con spada e scudo, ed è ottimamente bilanciato tra difesa ed attacco, abilissimo nei contrattacchi rapidi; in battaglia la sua tattica migliore consiste nel parare rapidamente gli attacchi nemici e contrattaccare con veloci combo Audacia, che possono essere terminate da un poderoso attacco PV. Viaggia da solo per trovare un modo per contrastare l'oscurità, ed è alla ricerca di Garland, suo mortale nemico, per avere delle risposte in merito alla guerra tra le due divinità. Presto si renderà conto dell'importanza del ruolo del suo avversario nell'intera vicenda. Durante la storia aiuterà anche Squall, affrontandolo, a ritrovare la strada giusta per trovare il suo cristallo, e salverà Firion da un agguato da parte dei nemici. In Modalità EX, la sua classe cambia da Guerriero a Cavaliere, e i suoi attacchi con la spada vengono accompagnati da numerose lame di luce che appaiono e trafiggono simultaneamente l'avversario. Il suo nome non è specificato, poiché nel gioco originale i nomi e le classi dei personaggi venivano scelti dal giocatore. La sua ipermossa EX, "Ultraecho", compie sette affondi di spada caricati con il potere della luce contro l'avversario, travolgendolo.

### Firion
Giovane guerriero che combatte per poter, un giorno, veder realizzato il suo sogno. Inizialmente è restio a rivelarlo ai suoi compagni, ma alla fine decide di fidarsi di loro. Il suo sogno è portare la pace nel mondo così che le rose selvatiche possano crescere ovunque, in simbolo di tranquillità e prosperità. Il suo odio per l'Imperatore deriva dal volere di quest'ultimo di assoggettare il mondo con la forza e con l'inganno. Viaggia insieme a Cloud, Cecil e Tidus, anche se il gruppo si separa più volte nel corso del loro viaggio alla ricerca dei Cristalli. Quando Bartz viene catturato dalle armate nemiche in seguito ad una trappola, non esita minimamente a lanciarsi al suo salvataggio, azione che gli sarebbe costata la vita, se non fosse intervenuto il Guerriero della Luce in suo aiuto.Combatte con un gran numero di armi (in tutto otto: una spada, un'ascia, due pugnali, una lancia, una mazza, uno scudo ed un arco) tante quante le tipologie di armi in Final Fantasy II; il suo stile di combattimento, che alterna attacchi fisici a terra con colpi magici in aria, lo rende uno dei più abili combattenti sulla corta distanza, nonostante una certa lentezza dei movimenti. Molti dei suoi attacchi Audacia sono inoltre traenti, ossia attirano l'avversario a sé per proseguire la combo, e possono sfociare in un attacco PV. In Modalità EX le sue armi si trasformano nelle Armi Insanguinate, che derivano dall'arma "Blood Sword" del gioco originale, e gli consentono di recuperare PV ogni volta che riesce a sottrarne all'avversario. La sua Ipermossa EX, "Fervore", scaglia ripetuti assalti con armi multiple e magie elementali, prima di caricare un massiccio attacco con tutte le armi, scagliate dall'arco come proiettili.

### Cavalier Cipolla
Ragazzino che ha ottenuto il titolo di "Cavalier Cipolla", e che ha il compito di proteggere il mondo dall'arrivo dell'oscurità. Egli va molto fiero del suo intelletto, che preferisce alla forza fisica; se posto davanti a scontri che sa di non poter vincere, riesce ad evitare il combattimento grazie a geniali stratagemmi. Viaggia insieme a Terra, promettendole di difenderla sempre e di aiutarla a sfuggire al suo oscuro passato. La sua nemesi, la Nube Oscura, incarna tutto il male dell'mondo, e il suo compito è debbellarla una volta per tutte. Combatte con una spada corta e con numerosi attacchi magici. La sua abilità in battaglia è eccellente, nonostante la giovane età. Sferra attacchi deboli ma rapidissimi, e tutti i suoi attacchi Audacia possono essere raddoppiati o trasformati in attacchi PV, semplicemente variando la successione di tasti, rendendo qualsiasi colpo andato a segno un pericolo assai insidioso. In Modalità EX, a seconda della natura fisica o magica degli attacchi che lancia, può trasformarsi in Ninja e in Saggio, le più potenti classi di Final Fantasy III, specializzate in attacchi fisici la prima e magici la seconda. La sua Ipermossa EX varia se eseguita con un attacco PV fisico o magico: nel primo caso, egli si trasforma in Ninja e lancia una miriade di Shuriken, per poi sferrare la potente mossa "Retrattacco" alle spalle del nemico; nel secondo, invece, diventa Saggio e lancia la magia "Sancta", appena prima del potentissimo "Meteora", un attacco magico che travolge l'avversario con fiamme e pietre. 

### Cecil Harvey
Un cavaliere dall'animo nobile e di sangue seleniano il cui scopo principale è quello di riconciliarsi con suo fratello Golbez, facente parte delle schiere di Chaos. Viaggia da solo, ma mantiene i contatti con i suoi compagni per aiutarli in caso di necessità. Combatte alternando gli stili di Cavaliere delle Tenebre e Paladino, attivando la prima classe effettuando attacchi PV a terra, e la seconda attivandoli in aria. Come Paladino effettua veloci scatti verso il nemico per colpirlo a mezz'aria con rapide combo di lancia, mentre come Cavaliere delle Tenebre sacrifica in parte la velocità a favore di un raggio d'azione elevato e di una potenza maggiore. la sua arma di preferenza è una lancia d'acciaio, mentre come attacchi magici utilizza globi e onde d'energia oscura come Cavaliere delle Tenebre, mentre scaglia veloci proiettili di luce come Paladino. Nonostante sia suo nemico, cerca continuamente di far redimere il fratello Golbez dalla via da lui intrapresa. In modalità EX, abbandona la lancia in favore di una sciabola di luce (come Paladino) e di uno spadone d'ombra (come Cavaliere delle Tenebre), rispecchiando la trama di Final Fantasy IV. La sua Ipermossa EX, "Tormento", lancia potenti attacchi alternando le due forme di combattimento di Cecil, e può terminare nell'attacco d'ombra "Lama Oscura", con cui sferra un singolo fendente con lo spadone, o nel più potente "Croce Sacra", con cui colpisce il nemico due volte con la sciabola, a seconda della sequenza di tasti premuta correttamente durante l'esecuzione.

### Bartz Klauser
Un giovane avventuriero libero come il vento che viaggia per il mondo con il suo chocobo Boko. Possiede uno spirito allegro e spensierato, e per questo si trova a suo agio a viaggiare con Gidan, con il quale intraprende spesso gare di abilità e velocità. La loro ultima sfida termina però in una maniera inaspettata, facendo cadere Bartz in trappola e permettendo così ai nemici di catturarlo. Tratta con sufficienza ExDeath, suo mortale nemico, procrastinando il momento dello scontro finale, ritenendo più importante aiutare i propri amici nella ricerca dei loro cristalli. La sua peculiarità è di usare in combattimento le armi e le tecniche dei suoi alleati, concatenando, ad esempio, un affondo della Buster Sword di Cloud con una raffica di colpi del Gunblade di Squall, per poi terminare con un fendente della spada del Guerriero della Luce. Questa sua caratteristica unica, che ha il vantaggio di eseguire combo estremamente efficaci, poiché combina alcune delle mosse più forti e rapide di tutto il gruppo dei Guerrieri di Chosmos, è simile ai poteri della classe Mimo, apparsa per la prima volta proprio in Final Fantasy V, tanto che in Modalità EX ottiene il mantello rosso e le tre stellette sulla testa tipici di questa classe. La sua ipermossa EX, "Raffica di Magilama Doppia" (nome ispirato ad une devastante catena di attacchi realizzabile nel gioco originale), evoca a coppie tutte le armi dei suoi compagni per poi fonderle in una sola lama scarlatta, la "Lama del Coraggio". Inoltre nella sua modalità EX possiede l'abilità speciale "Pugno Goblin", una raffica di pugni evanescente, che aumenta di potenza se i livello i Bartz e quello del suo avversario si equivalgono.

### Terra Branford
Ragazza per metà umana e per metà Esper, in possesso di un enorme potere magico, che soffre di attacchi amnesia. Viaggia insieme a Luneth, il Cavalier Cipolla, nella speranza di poter riuscire a gestire la sua incredibile magia, di cui tuttavia rischia costantemente di perdere il controllo, ed è perennemente braccata da Kefka, sua mortale nemesi, che vorrebbe impossessarsi della sua magia per distruggere il mondo. Nonostante sia restìa a stare vicino ad altri suoi compagni, per via della sua insicurezza e per non metterli in pericolo, cambia idea dopo che sia Luneth (contro cui si era scagliata, sotto l'influenza di Kefka), sia Cloud (che la trova, sola, sul punto di perdere nuovamente il controllo) la aiutano nel momento del bisogno, dimostrandole come dalla fiducia nei propri compagni derivi la fonte della forza dei Guerrieri di Cosmos. Rinfrancata, combatterà i suoi demoni interiori e troverà l'energia di continuare a lottare. Combatte utilizzando attacchi magici e, solo in combattimento corpo-a-corpo, uno spadino. Essendo la più potente forza magica del mondo, i suoi colpi magici sono i più potenti che si siano mai visti: controlla tutti gli elementi e possiede la potentissima magia Ultima. La sua Modalità EX è l'abilità Trance presente in Final Fantasy VI grazie alla quale Terra risveglia la sua metà esper. In questo status diventa in grado di lanciare due volte ogni colpo magico e di planare. L'ipermossa EX "Lama della sommossa" è l'attacco che può usare casualmente quando è a corto di PV nel gioco originale, e le permette di caricare tutto il suo potere magico e di scagliare una coppia di lame di energia sull'avversario.

### Cloud Strife
Dall'animo combattuto e continuamente in lotta con sé stesso, è alla ricerca di un motivo per combattere. Pur viaggiando insieme a Tidus, Firion e Cecil, rimane un cuore solitario, chiuso in se stesso, ma tenta sempre di instaurare un rapporto con i suoi compagni, chiedendo loro quali siano i loro motivi per lottare. Firion, in particolare, riesce a fare un po' di luce nell'animo turbato di questo guerriero tormentato. Lo scontro finale con la sua nemesi, il malvagio Sephiroth, avverrà proprio per difendere il sogno di pace dei suoi compagni, che infine Cloud decide di far suo. Combatte con un'enorme spada zambato, la "Buster Sword", grande quasi quanto lui. Sebbene i suoi colpi siano piuttosto lenti, hanno una potenza devastante, e molte sue combo hanno l'effetto aggiuntivo di far schiantare l'avversario contro una parete, infliggendo ancora più danni. Alcune combo Audacia, inoltre, si concatenano a poderosi attacchi PV in grado di sottrarre all'avversario massicce dosi di Punti Vita. In Modalità EX equipaggia la Spada Ultima (in originale Ultima Weapon), la sua arma più potente in Final Fantasy VII, e tutti i suoi attacchi Audacia, oltre a divenire incredibilmente potenti, ottengono il 10% di probabilità di causare un Crollo Audacia istantaneo. Inoltre ottiene l'abilità di sfondare le difese avversarie, vanificando i tentativi dello sfidante di parare i colpi di Cloud. La sua ipermossa EX è il potentissimo "Colpo Omni", con cui travolge l'avversario con molteplici fendenti concatenati per finire con un'esplosione di energia Mako.

### Squall Leonhart
Giovane guerriero taciturno e introverso, un vero lupo solitario che preferisce aiutare i suoi compagni da solo a modo suo. Il suo obbiettivo è sconfiggere la sua nemesi Artemisia, strega che controlla il tempo e che nel gioco originale tortura psicologicamente Squall con trucchetti mentali diabolici. Combatte con un'arma nota come Gunblade, arma metà spada e metà pistola. I suoi attacchi Audacia sono estremamente potenti e veloci. Compensa questo punto di forza con attacchi PV dall'inizio piuttosto lento. La sua Modalità EX "Cuore di Pietra Equipaggiato" (qui il nome dell'arma è stato confuso con quello dell'attacco finale, l'arma si chiama Lion Heart) consiste nell'equipaggiare la sua arma più potente di Final Fantasy VIII. Con quest'arma ottiene la possibilità di scagliare i suoi attacchi su un'area maggiore e di raddoppiare il numero di singoli attacchi (ad esempio, quando spara, scaglierà sl nemico il doppio delle fucilate). La sua ipermossa EX si rifà al nome dell'attacco finale di Squall in Final Fantasy VIII, il "Renzokuken", violenta sequenza di spadate e fucilate che termina con un poderoso fendente esplosivo.

### Gidan Tribal
Giovane ladro membro dei Tantarus, banda di ladri che si spaccia per gruppo di attori teatrali, possiede una coda da scimmia in quanto fa parte della specie Jenoma. Estremamente allegro e spensierato, fa coppia con Tidus e Bartz, e cerca il suo fratello genetico, Kuja. Combatte con due daghe combinabili in un'arma a doppia lama. I suoi attacchi sono velocissimi e il suo punto forte è l'agilità, che si manifesta sia quando si tratta di saltare (è in grado di eseguire uno dopo l'altro ben tre salti di notevole altezza), sia quando si tratta di correre (è il terzo personaggio più veloce del gioco). La sua Modalità EX è la sua Trance tratta da Final Fantasy IX, con la quale assume un aspetto simile ad una scimmia rosa. Oltre ad ottenere un'abilità che lo rende invulnerabile nel momento in cui solleva i piedi da terra per eseguire un salto, diventa in grado di eseguire ben 10 salti uno dopo l'altro. La sua ipermossa EX, "Paradosso di Gaia", consiste in un velocissimo attacco a vortice, con le daghe unite in una singola arma.

### Tidus
Abile giocatore dello sport noto come "Bliztball", molto allegro e spensierato. Desidera chiudere una volta per tutte un conto in sospeso con suo padre Jecht (si odiano reciprocamente: Tidus odia il padre perché lui l'ha abbandonato quand'era piccolo, mentre Jecht detesta il figlio perché questi non riesce ad eguagliare le sue vittorie come giocatore di Blitzball). Combatte con la sua spada "Fraternity" e una palla da Blitzball con uno stile di combattimento del tipo "toccata e fuga". È il secondo personaggio più veloce del gioco, e possiede attacchi estremamente potenti. Per contro, sia gli attacchi Audacia che quelli PV sono piuttosto difficili da scagliare sull'avversario, perché facili da parare o molto prevedibili. È quindi bene usarli dopo gli attacchi avversari, quando l'avversario ancora è spaesato, oppure dopo una parata eseguita con successo, per fare ancora più danni. In modalità EX equipaggia l'Ultima Weapon, e ottiene bonus estremamente utili: l'abilità Ipercorsa lo fa diventare il personaggio più veloce del gioco, mentre la sua spada ottiene l'abilità di diventare tanto più forte quanti sono i PV del personaggio. Inoltre, il periodo di invincibilità di Tidus dopo una schivata aumenta. L'ipermossa EX porta il nome del suo più potente attacco nel gioco Final Fantasy X, "Asso del Blitzball": cinque veloci e poco potenti fendenti sono seguiti da una devastante pallonata che fa di questo attacco la seconda ipermossa più potente del gioco.

### Shantotto
Un'eroina dai poteri incommensurabili. È una prestigiosa docente alla Federazione Windurst, direttrice della sezione di magia. È molto orgogliosa e piena di acume. È quindi una potente maga che combatte con diverse combo di magie, il più delle volte elementali. Shantotto è diventata celebre per la sua risata e il suo tipico esprimersi in rima, così come per il suo carattere dispotico e carico di sfida in ogni frase. In Dissidia appare soltanto in un episodio segreto, nel quale interpreta una bibliotecaria dedita al custodire il sapere magico per evitare che cada nelle mani dei Guerrieri di Chaos. I suoi attacchi Audaca, nonostante siano piuttosto veloci, non sono molto potenti: un vero peccato, poiché i suoi attacchi PV sono più potenti, spettacolari e precisi solo quando Shantotto raggiunge un valore di Adacia pari o superiore a 6000; altra particolarità dell'eroina è derivata dal fatto che ogni attacco PV che lancia può essere concatenato ad altri due attacchi PV (diversi da quello già usato) per fare ancora più danni. I suoi attacchi Audacia vengono realizzati utilizzano il bastone come arma contundente, mentre gli attacchi PV sono le più potenti magie elementali di Final Fantasy XI. In modalità EX, Shantotto ottiene l'utilissima abilità "Fonte del Mana": anche quando porta a segno un attacco PV, la sua Audacia non diminuisce. L'ipermossa EX "Gioco Duro" concatena tutti gli attacchi PV dell'eroina, concludento con un'esplosione iridescente.

## Guerrieri di Chaos

### Garland
Un tempo il miglior cavaliere di Cornelia, dopo essere stato sconfitto dal Guerriero della Luce è tornato indietro nel tempo restando intrappolato in un ciclo di distruzione. È lui il vero burattinaio del conflitto contro i Guerrieri di Cosmos, artefice della pazzia di Chaos e promotore del ciclo continuo di guerre fra le due divinità: in questo modo, continuando a combattere, vivrà per tutta l'eternità. Combatte con uno spadone enorme multiuso trasformabile in ascia o lancia, separabile in due spade e capace di attaccare a distanza tramite una catena. È, in quanto a statistiche di Attacco e Difesa, e se equipaggiato con la sua arma finale, il più potente fra tutti i Guerrieri giocabili. I suoi attacchi Audacia non sono molto numerosi, ma ne possiede uno adatto ad ogni tipo di evenienza, e sono tutti molto potenti; alcuni sono addirittura imparabili. I suoi attacchi PV a terra sono estremamente potenti e molto facili da usare. Garland compensa questi vantaggi con una velocità mediocre, una forza di salto piuttosto scarsa e un set di attacchi, sia Audacia che PV, che in aria non riesce a competere con quelli, molto migliori, a terra. La sua modalità EX gli dona vantaggiosi benefici, prima fra tutti l'abiità "Forza d'Animo", grazie alla quale, se non colpito da attacchi particolarmente potenti, riesce a concludere le sue combo anche quando il nemico lo attacca. L'ipermossa EX "Anima del Caos" è una lunga e veloce combo di attacchi, ognuno con una diversa funzione dello spadone, che termina con una devastante spadata rotante.

### L'Imperatore
Temibile uomo a capo del bellicoso Impero Palamesiano col desiderio di dominare su qualunque cosa o persona, neanche la morte è riuscita a fermarlo, in quanto è riuscito a procurarsi poteri infernali. Si dice che per diventare Imperatore di Palamesia abbia stretto un patto col diavolo. È uno fra i malvagi più attivi in Dissidia: nonostante all'oscuro delle trame intessute da Garland, si procura alleati offrendo agli altri Guerrieri ricompense alle quali non possono rifiutare. Combatte con un lungo scettro. Il suo stile particolare lo rende uno dei personaggi più tattici: per togliere Audacia al nemico utilizza infatti trappole magiche, con le quali imprigiona l'avversario e lentamente lo indebolisce. "Dinamite", sua tecnica, è il più potente attacco Audacia del gioco, se usato alla massima potenza. I suoi attacchi PV sono molto lenti e poco potenti, oltre a non essere molti e non abbastanza variegati da poter permettere una buona coverage. Possiede l'unico attacco PV che può definirsi infallibile, in quanto a precisione: "Stella Cadente" (il nome si rifà al suo attacco finale in Final Fantasy II). Questo vantaggio è compensato però da un tempo di caricamento eccessivamente lungo. La modalità EX gli permette di godere del medesimo beneficio di Firion, solo che l'abilità ha un nome diverso: "Magia Cruenta". L'ipermossa EX è "Egemonia": se il giocatore realizzerà un Perfetto!, Mateus attaccherà con la magia "Tentazione"; in caso contrario usera il tornado "Ciclone".

### Nube Oscura
Essere di un altro mondo che appare quando l'equilibrio fra luce e oscurità è in pericolo. Desidera trascinare tutto nel Nulla. È il nemico meno attivo all'interno del gioco, e si contrappone al Cavalier Cipolla. Combatte con due tentacoli senzienti per utilizzare i potenti e svariati attacchi Audacia, mentre per gli attacchi PV (è il Guerriero selezionabile con il maggior numero di attacchi PV) usa i globi d'energia del "Raggio Molecolare" (sua tecnica in Final Fantasy III). L'ampia varietà di attacchi che dispone ne fa un'ottima combattente, adatta a fronteggiare molti tipi di situazioni. È tuttavia un personaggio molto lento. In modalità EX ottiene la possibilità di lanciare più e più attacchi PV di seguito: abilità piuttosto inutile, poiché dopo ogni attacco l'Audacia diminuisce e si arriverà ad un certo punto che gli attacchi non avranno più effetto. "Ultraraggio Molecolare", sua ipermossa EX, è una delle più potenti tecniche del gioco: preparata una sfera, con un enorme fascio di energia Nube Oscura travolgerà l'avversario.

### Golbez
Un mago nero, in possesso di un grande potere magico di natura oscura, fratello di Cecil. Si sente in colpa con sé stesso per avere un animo malvagio, e per questo aiuta quando può i guerrieri di Cosmos in segreto. Essendo un mago, combatte a mani nude: il suo stile consiste nel fondere un attacco fisico iniziale con attacchi magici in rapida successione. Se il primo colpo fisico va a segno, le magie successive colpiranno con certezza, infliggendo notevoli quantità di danni. Una velocità buona e un'ottima forza di salto fanno di Golbez un eccellente guerriero. Unica sua pecca è il combattimento a distanza: nonostante tutte le sue tecniche attacchino anche sulla lunga gittata, sono piuttosto imprecise se, come prima detto, l'iniziale colpo fisico ravvicinato non stordisce il nemico. In modalità EX Golbez richiama il suo Drago Nero, evocazione che usava in Final Fantasy IV, e ottiene l'abilità di infliggere, dopo un breve caricamento, un istantaneo crollo Audacia con l'attacco "Zanna Nera" (magia che il Drago Nero usava nel gioco originale per uccidere ad uno ad uno i compagni di Cecil, inermi). L'ipermossa EX del mago paralizza il nemico con "Malia Fredda" (con la quale in Final Fantasy IV paralizzava il gruppo di Cecil) e lo attacca con la pioggia di meteoriti del "Bimeteo" (magia che Golbez usava in Final Fantasy IV: The After Years in combinazione con Fusoya, mago seleniano).

### Exdeath
Un potente stregone nato da un albero nel quale sono stati sigillati molti animi malvagi. È capace di utilizzare l'enorme potere del Nulla. È a capo di una delle due fazioni segrete dei Guerrieri di Chaos (l'altra è capeggiata da Mateus): mentre Mateus vuole controllare il mondo, tutti i compagni di Exdeath ambiscono a far sì che la potente forza del Nulla inghiotta ogni cosa. È estremamente sospettoso e non vede di buon occhio il fatto che Golbez tenti di aiutare i Guerrieri di Cosmos, tant'è che più volte, senza successo, tenterà di punirlo. Lo stile di combattimento di questo cavaliere in armatura è molto particolare: tutti i suoi attacchi Audacia sono parate più o meno efficaci (possiede addirittura una parata in grado di bloccare gli attacchi PV) che, se vanno a segno, permettono allo stregone di eseguire potentissimi contrattacchi in grado di prosciugare letteralmente l'Audacia nemica. L'enorme difetto di Exdeath consiste nella sua lentezza: il personaggio è praticamente immobile; inoltre, ha una forza di salto particolarmente scarsa. Per ovviare il primo problema, Exdeath è in grado di teletrasportarsi per l'arena. La modalità EX del Guerriero gli conferisce la possibilità di aumentare la velocità di esecuzione di parate e contrattacchi. L'ipermossa EX dello stregone, preceduta dalla celebre frase del personaggio «Le leggi dell'universo non hanno senso!», è "Potere del Nulla": Exdeath si rinchiuderà in una sfera nera ed attaccherà con la forza del Nulla concentrata nella magia "Neo Almagesto" (attacco con il quale nel gioco Final Fantasy V distruggeva le città del pianeta R).

### Kefka Palazzo
Uno psicopatico nonché temibile stregone che ha perso il contatto con la realtà a causa degli esperimenti Magitek su di lui effettuati. Completamente pazzo, gioisce nel distruggere qualunque cosa e nel vedere soffrire gli altri. Fa parte del gruppo di Exdeath, e vuole controllare il potere di Terra per trasformarsi nel Dio della Discordia. Kefka combatte con magie elementali dal comportamento bizzarro: ogni sua magia infatti ha esiti imprevedibili, come il fermarsi per poi ripartire, lo sdoppiarsi e molti altri effetti. Ogni suo attacco Audacia è molto potente, e anche i suoi attacchi PV sono piuttosto precisi, potenti e veloci. I principali difetti di Kefka sono la velocità molto bassa, la scarsa forza di salto ed il fatto che prima di lanciare una magia si esibisce in una posa comica, risultando piuttosto facile prevedere l'attacco. In modalità EX si trasforma nel Dio della Magia, ed ottiene la possibilità di planare e di aggiungere ulteriori effetti, benevoli e no, alle sue magie. La sua ipermossa EX si chiama "Triade della Discordia" (i tre dèi dai quali, in Final Fantasy VI, Kefka ottiene i poteri di Dio della Magia): dopo aver accumulato potere, il mago pazzo scaglia sull'avversario una colonna di luce dall'enorme potenza, la Luce del Giudizio, in grado di prosciugare l'Audacia nemica.

### Sephiroth
Leggendario membro dei SOLDIER, un tempo era un eroe ma è impazzito scoprendo la verità sulla sua nascita: è infatti nato a causa di esperimenti sul DNA. È convinto di essere il prescelto, poiché figlio genetico di quella che è ritenuta una divinità, Jenova (in realtà si tratta di un alieno), e quindi è deciso nel distruggere il pianeta in cui è ambientato Final Fantasy VII. È ossessionato dal desiderio di sconfiggere Cloud Strife, suo unico obbiettivo in Dissidia. Durante il gioco non si schiera in nessuna delle due fazioni dei Guerrieri di Chaos, agendo sempre da solo. Combatte con una lunghissima katana, la "Masamune". Il suo stile consiste nell'effettuare attacchi Audacia molto veloci, che si potenziano se il giocatore preme i giusti tasti al momento opportuno. I suoi attacchi PV sono molto potenti, ma hanno il difetto che, quando deve eseguirne uno, aspetta quello che è un tempo relativamente breve (poche frazioni di secondo), ma che è sufficientemente lungo per permettere all'avversario di allontanarsi. È questo l'unico difetto di un eccellente Guerriero dalla velocità notevole e dalla buona forza di salto. In modalità EX dal suo impermeabile spunta l'ala nera, caratteristico risultato degli esperimenti su di lui compiuti, e ottiene la possibilità di planare e di ridurre, con il suo attacco firma di Final Fantasy VII "Angelo Crudele", l'Audacia dell'avversario ad un singolo punto. "Supernova", sua ipermossa EX, è ispirata alla celeberrima magia che Sephiroth usava nell'ultimo combattimento del gioco originale: lo spadaccino colpisce con la katana piccolo meteoriti che esplodono attorno al nemico; successivamente, Sephiroth scaglierà il nemico nel mezzo dell'esplosione di una stella, prosciugandogli l'Audacia.

### Artemisia
Una potente strega capace di manipolare lo spazio ed il tempo. Nutre un profondo odio e desidera comprimere il tempo in un solo istante in modo da vivere per sempre. È da sempre nemesi di Squall, e vive in un immenso castello, posto in una dimensione ultraterrena, circondata da potentissime creature. È il secondo personaggio più lento del gioco ma, come Exdeath sa usare il teetrasporto, anche lei ha la particolare abilità di attaccare in movimento. Tutti i suoi attacchi Audacia hanno diversi effetti, a seconda di quanto a lungo si tenga premuto il corrispondente tasto: si avranno quindi veloci dardi magici, asce incatate e frecce mistiche. I suoi attacchi PV, devastanti, hanno il difetto di dare il loro meglio solo a seguito di un - relativamente - lungo caricamento. La sua Modalità EX fa sì che ella si fonda con il G.F. Griever di Final Fantasy VIII, ottenendo la magia Distorsione Temporale, con la quale riesce a bloccare il tempo per alcuni istanti. L'Ipermossa EX è "Cuore di Strega": il procedimento per attuarla è identico a quella di Squall. Grazie all'ipermossa, Artmisia scaglierà sul nemico inerme migliaia di proiettili magici, terminando con un'esplosione gigantesca.

### Kuja
Un giovane mago, malvagio e narcisista, dai capelli d'argento dalla bellezza accattivante. Si comporta come se facesse parte di uno spettacolo teatrale e non risparmia monologhi e versi poetici. È l'unico personaggio del gioco ad avere la capacità di volare. I suoi attacchi Audacia, molto veloci e potenti, hanno effetti diversi a seconda che Kuja si trovi vicino o lontano dal nemico. I suoi difetti sono la prevedibilità di questi suoi attacchi, oltre che quella degli attacchi PV, anch'essi molto scenici e potenti. In modalità EX, così come il fratello Gidan, entra in Trance, la sua abilità di volare si potenzia, rendendolo più veloce, e i suoi attacchi Audacia diventano imparabili. Oltre a ciò, a Kuja basta muoversi per rilasciare dietro di sé piccole esplosioni o sfere magiche. La sua ipermossa EX, "Requiem Finale", lo vede cagliare velocissime e potentissime sfere magiche una dietro l'altra, per poi terminare con un'esplosione magica.

### Jecht
Famoso ex-giocatore di Blitzball e padre di Tidus. È uno spaccone che si crede migliore di chiunque ma nasconde un animo nobile. Combatte con un grosso spadone e la sua forza sovrumana. In modalità EX, si trasforma nell'eone supremo dell'invocatore da lui protetto, Braska.

### Gabranth
Un guerriero che ha giurato fedeltà ai suoi compagni. È un Giudice Magister dell'Impero Archadiano. Combatte con la sua possente armatura di Giudice Magister e con la sua particolare arma. In modalità EX scaglia le stesse Apoteosi del fratello Basch.

## Introdotti inDissidia 012

### Lightining
Ex soldatessa, sembra rude e insensibile, ma in realtà ha un gran cuore. Può vantare diverse modalità di attacco, potendo passare da combattente a mago e a medico durante il combattimento. Durante la sua Ipermossa EX evoca il leggendario cavaliere Odino.

### Vaan
Un giovane ladruncolo che sogna di diventare un giorno un pirata dei cieli. La sua Ipermossa EX è molto simile a quella di Gabranth, e utilizza le sue Apoteosi in Final Fantasy XII.

### Laguna Loire
Vivace, ma anche molto ingenuo, Laguna utilizza vari tipi di arma da fuoco per combattere. La sua Ipermossa EX è "Desperado", che gli permette di lanciarsi sull'avversario seguito da una raffica di pallottole.

### Yuna
Yuna utilizza gli Eoni per combattere. Inizialmente accompagnata da Jecht (in Dissidia 012 il guardiano è infatti schierato con Cosmos), quando si troverà sola incontrerà Tidus, schierato però dalla parte di Chaos, e lo seguirà per potergli parlare. Stranamente Yuna, a differenza degli altri guerrieri (eccezion fatta per Cain) ha vaghi ricordi del suo passato, tutti legati a Tidus. Anche per la sua Ipermossa EX utilizza gli Eoni, attaccando senza tregua il suo avversario con diverse tecniche.

### Kain Highwind
Sebbene non lasci trasparire le sue emozioni, è un uomo compassionevole e dotato di un grande senso di giustizia. La sua Ipermossa EX è "Onore del Dragone".

### Tifa Lockhart
Ragazza allegra e spensierata. Combatte utilizzando pugni e calci, mentre la sua Ipermossa EX, "Paradiso Finale", ricorda vagamente la sua limit in Final Fantasy VII, che utilizza una roulette per determinare potenza e natura dei danni.